# Teno
Pour la ville du Chili, voir Teno (Chili).
Le Teno (Teno ou Tenojoki — c'est-à-dire « fleuve Teno » — en finnois, Tana en norvégien et Deatnu en Same) est un fleuve de Finlande et de Norvège tributaire de la mer de Barents (océan Arctique), marquant sur 256 kilomètres, la majeure partie de son cours, la frontière entre ces deux pays (sur cette section, il est bordé, rive droite finlandaise, par la province de Laponie, municipalité d'Utsjoki et rive gauche norvégienne par le comté de Finnmark, communes de Karasjok et Tana). C'est le troisième plus long cours d'eau de Norvège. Il prend ses noms en aval de Karasjok, après la réunion des puissantes rivières Kárášjohka et Inarijoki (Anárjohka en norvégien et en lapon du Nord).

## Géographie

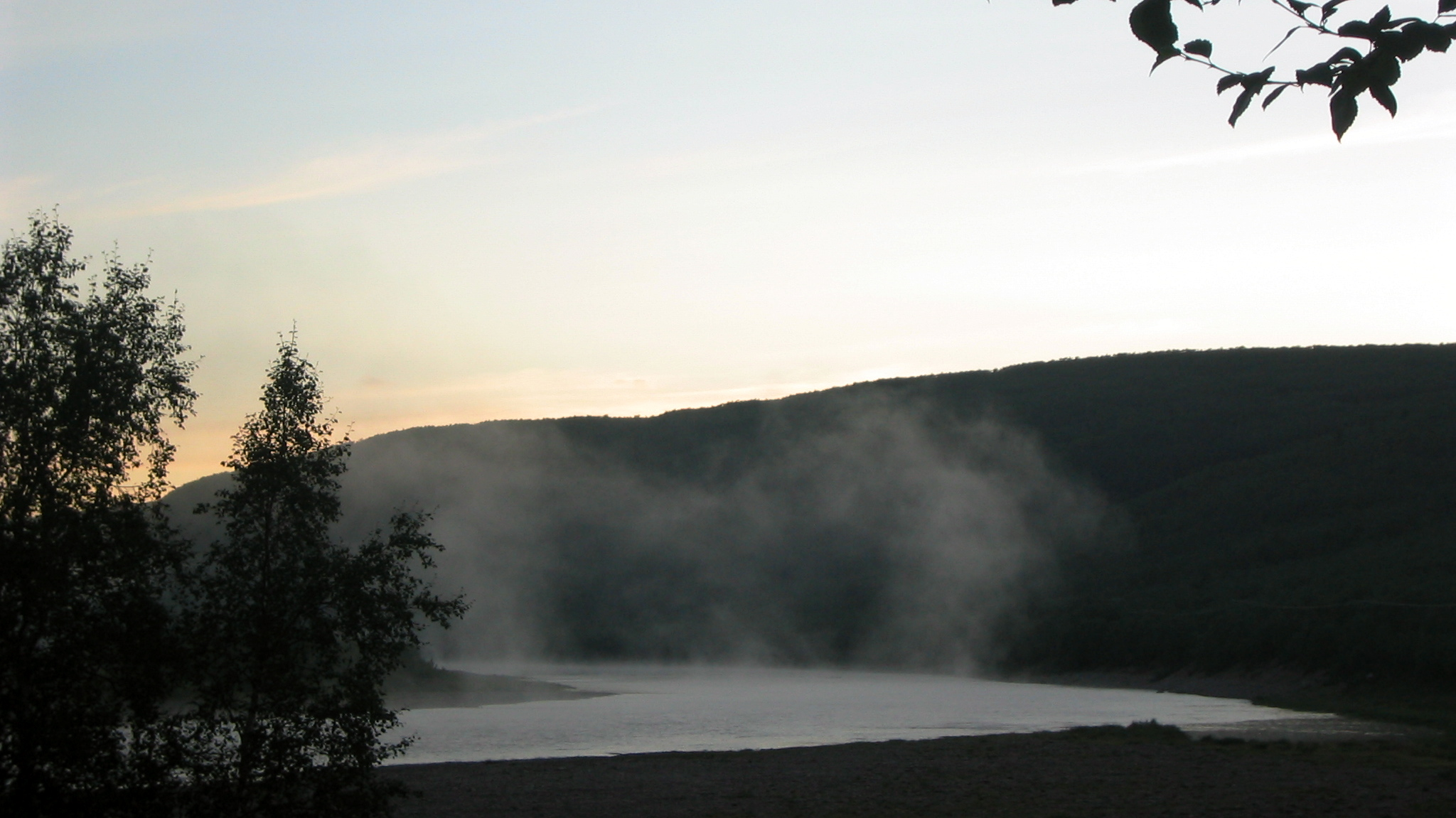
Brume d'été sur le Teno.

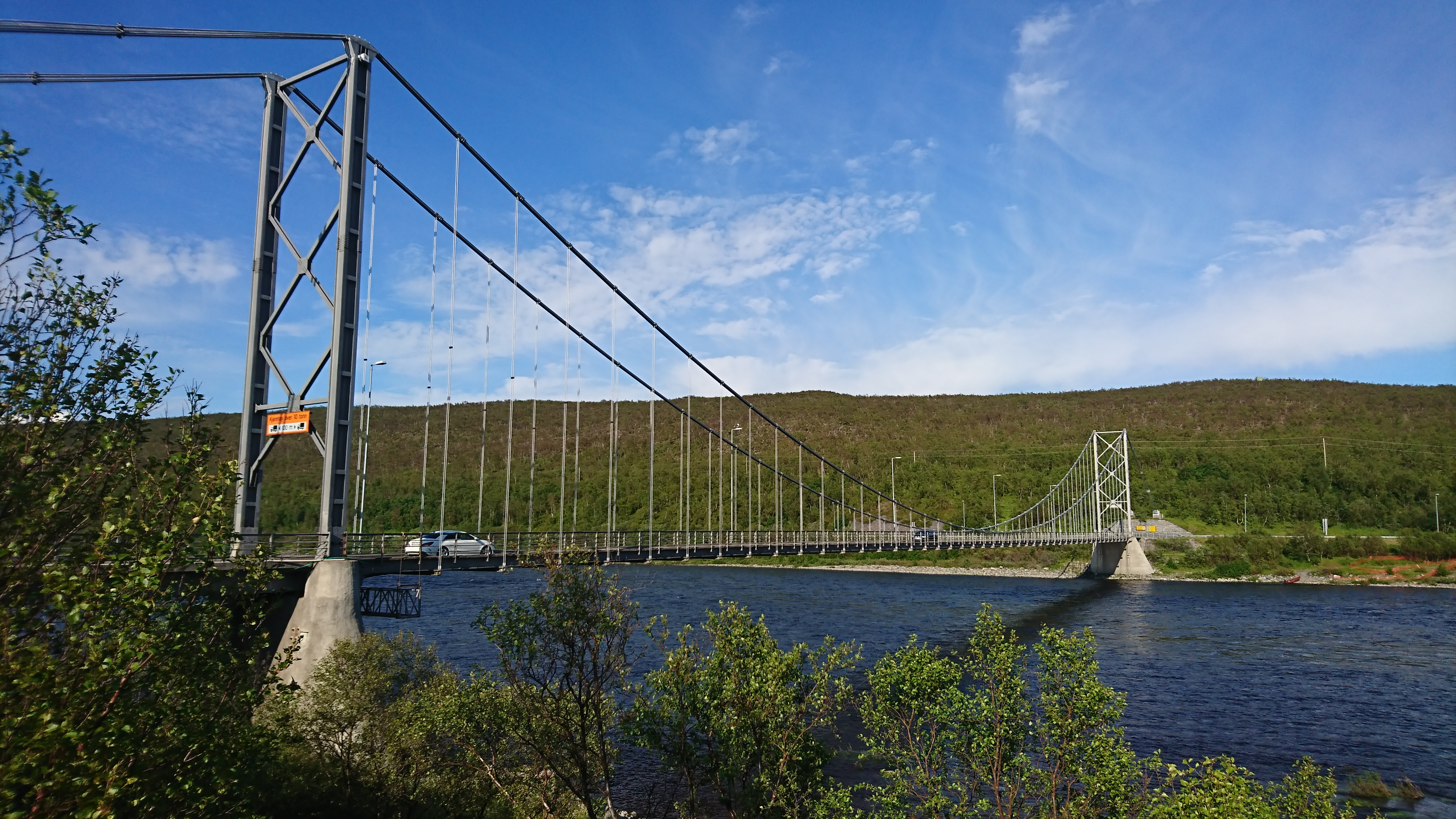
Le pont suspendu au dessus du fleuve, à Tana.

Il est notamment réputé pour ses saumons et ses conditions de pêche exceptionnelles. Il détient le record du monde du plus gros saumon atlantique pêché, un spécimen de 36 kilogrammes en 1929.
Si son débit moyen à l'embouchure en Norvège, sur le Tanafjord, est de moins de 150 m3/s, la rivière connaît des crues très violentes lors de la fonte des neiges (2 000 m3/s est une valeur fréquemment atteinte).
C'est sur son cours, au nord-est du village finlandais de Nuorgam qu'est situé un point de la frontière entre la Finlande et la Norvège qui est le lieu le plus au nord de la Finlande, mais aussi de l'Union européenne.
Seuls deux ponts routiers sont établis au-dessus du Teno, dont le pont suspendu (no) qui permet à un tronc commun des routes européennes 6 et 75 de franchir son cours inférieur, à Tana Bru, village de la commune de Tana, qui constitue l'est de sa modeste agglomération, en Norvège.

## Hommage
Un astéroïde de la ceinture principale d'astéroïdes, découvert le 3 octobre 1942 à Turku par l'astronome finlandaise Liisi Oterma, est baptisé (2774) Tenojoki en l'honneur de ce fleuve.